# Belleville (Meurthe-et-Moselle)
Belleville is een gemeente in het Franse departement Meurthe-et-Moselle (regio Grand Est). De plaats maakt deel uit van het arrondissement Nancy. Belleville telde op 1 januari 2022 1.503 inwoners.

## Geografie
De oppervlakte van Belleville bedroeg op 1 januari 2022 10,22 vierkante kilometer; de bevolkingsdichtheid was toen 147,1 inwoners per km².

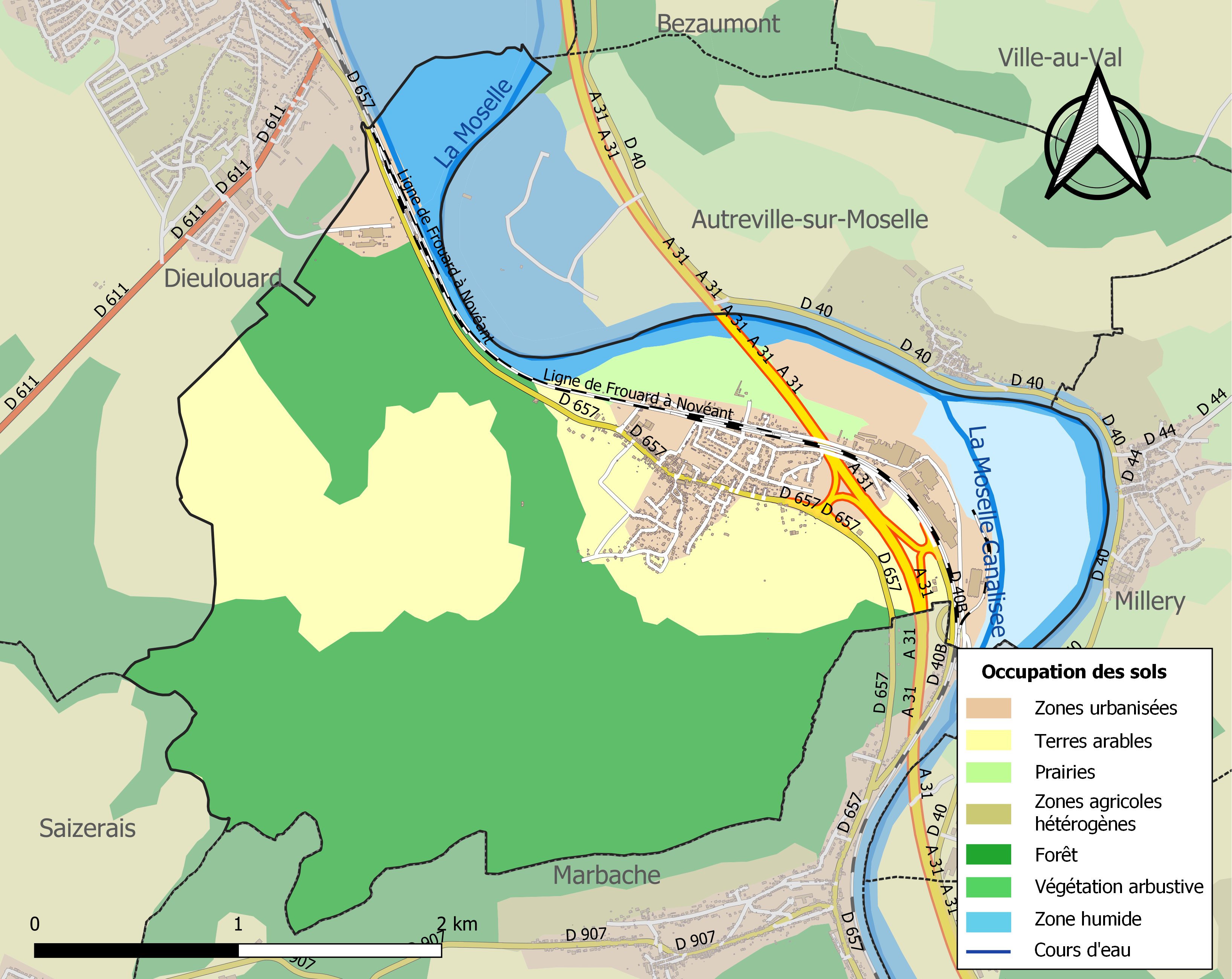
Kaart van de gemeente met de belangrijkste infrastructuur, bodemgebruik en omliggende gemeenten

## Demografie
Onderstaande figuur toont het verloop van het inwonertal (bron: INSEE-tellingen).